# Diplopterygium blotianum
Diplopterygium blotianum là một loài dương xỉ trong họ Gleicheniaceae. Loài này được C. Chr. Nakai mô tả khoa học đầu tiên năm 1950.